# Кузнецов Григорій Васильович
Григорій Васильович Кузнецов (нар.1943, Каменоломня, Кримська область) — радянський футболіст, що грав на позиції нападника і півзахисника. Найбільш відомий виступами за клуб «Даугава» із Риги, в якому він грав протягом 7 років у другій групі класу «А», першій та другій лігах СРСР, усього зігравши в команді понад 200 офіційних матчів. Брат футболістів Віктора та Сергія Кузнецових.

## Клубна кар'єра
Григорій Кузнецов народився у кримському селі Каменоломня у 1943 році в багатодітній родині, де всі шестеро синів з дитинства любили футбол. У 60-х роках ХХ століття команда села успішно виступала в обласних змаганнях, обігруючи команди сусіднього значно більшого міста Євпаторія. Він та інший брат Василь опікувались наймолодшими братами Віктором та Сергієм, даючи їм перші футбольні уроки. Розпочав виступи на футбольних полях Григорій Кузнецов у 1962 році в команді радянського класу «Б» «Колгоспник» із Ровно. Щоправда, спочатку він не став гравцем основного складу, і зігравши за 2 роки 4 матчі в чемпіонаті, пішов на строкову службу до Радянської Армії. Службу молодий футболіст проходив у армійській команді «Зеніт» з Володимира-Волинського. Перспективного футболіста помітили у команді класу «Б» з обласного центру, і після завершення військової служби Григорій Кузнецов дебютував у луцькій «Волині» в 1965 році. У першому неповному сезоні за «Волинь» Кузнецов зіграв лише 10 матчів, у яких відзначився 2 забитими м'ячами, проте наступного року він став постійним гравцем основи, зігравши у чемпіонаті 37 матчів. По завершенні сезону 1966 року Кузнецова запросила до свого складу команда другої групи класу «А» «Даугава» з Риги. У команді Григорій Кузнецов протягом 7 років був постійним гравцем основного складу, виступав у команді також і в першій, а пізніше в другій лігах СРСР, де після 1970 року грала ризька команда. У складі «Даугави» футболіст зіграв понад 200 матчів у чемпіонаті СРСР, у 1972 році став у ї складі переможцем зонального турніру другої ліги, проте у перехідних матчах команда поступилась івано-франківському «Спартаку». Після сезону 1973 року Григорій Кузнецов завершив виступи в командах майстрів, ще два роки він грав за аматорський ризький ВЕФ. Після закінчення виступів на футбольних полях Григорій Кузнецов залишився проживати в Ризі.

## Особисте життя
Григорій Кузнецов мав трьох братів, які стали футболістами. Він був найстаршим братом, а середній брат Василь грав у низці команд класу «Б». Молодші брати Григорія Віктор та Сергій грали у командах вищої ліги СРСР та збірній СРСР.